# Joshua Lederberg
Joshua Lederberg, né le 23 mai 1925 à Montclair (New Jersey) et mort le 2 février 2008 à New York, est un généticien et microbiologiste américain, pionnier de la biologie moléculaire. Il a reçu le prix Nobel de médecine en 1958 avec Edward Tatum et George Wells Beadle.

## Biographie
Il naît en 1925 dans une famille immigrée israélienne, installée aux États-Unis en 1924. Alors que son père, Zvi Lederberg, aimerait que Joshua devienne comme lui rabbin, celui-ci préfère s'engager dans des études scientifiques, et reçoit l'Introduction à la chimie physiologique de Meyer Bodansky pour sa bar-mitzvah. Élève à la Stuyvesant High School, il suit des études de médecine à l'université Columbia, puis obtient un doctorat à l'université Yale en 1947.
Il épouse Esther Miriam Zimmer le 13 décembre 1946.
Étudiant la reproduction de la bactérie Escherichia coli, il découvre en 1947 que les bactéries d'une même espèce peuvent échanger des gènes sans reproduction : c'est la conjugaison, échange réciproque de gènes entre organismes unicellulaires sexuellement indifférenciés. Cette découverte lui vaut de partager en 1958 le prix Nobel de médecine.
Il découvre ensuite, en 1951, par l'étude des salmonelles, les plasmides, des morceaux d'ADN présents dans les cellules bactériennes qui se répliquent de manière autonome, séparément de l'ADN chromosomique.
À partir de 1959, il enseigne à l’école de médecine de l'université Stanford.
Il démontre aussi, avec Esther Lederberg, que les virus peuvent transporter le matériel génétique d'une bactérie à une autre par l'intermédiaire d'un bactériophage et modifient ainsi l'hérédité de leur hôte. Il introduit le premier le terme d’exobiologie dans son article fondateur Approaches to life beyond the Earth.
De 1978 à 1990, il est le 5e président de l'université Rockefeller de New York. À ce poste, il contribue au développement de cette université et fonde le University Fellows Program. En 1990, il revient à la recherche comme professeur émérite.